# Ray Mercer
«Merciless» Ray Mercer (Jacksonville, Florida, 4 de abril de 1961) es un exboxeador profesional estadounidense que ganó, el 11 de enero de 1991, el título de la Organización Mundial de Boxeo ante Francesco Damiani y que además fue medallista olímpico de oro en los Juegos Olímpicos de Seúl 1988. Actualmente reside en Fayetteville, Carolina del Norte.

## Boxeo

### Amateur
Mercer fue en 1988 campeón amateur de los Estados Unidos en categoría pesada, además ganó el oro olímpico en la categoría pesada de los Juegos Olímpicos de Seúl 1988 consiguiendo un total de 64 victorias por 6 derrotas en el total de su carrera amateur.
En los Juegos Olímpicos obtuvo estos resultados:
- No disputó la primera ronda
- Derrota a Rudolf Gavenčiak de Checoslovaquia en tres asaltos
- Derrota a Luigi Gaudiano de Italia por nocaut en el primer asalto
- Derrota a Arnold Vanderlyde de los Países Bajos en el segundo asalto
- Derrota a Baik Hyun-Man del Corea del Sur por nocaut en el primer asalto

### Profesional
La carrera profesional de Mercer comenzó en 1989, disputó un combate ante Jesse McGhee, al que venció por nocaut técnico. Poco a poco Mercer ascendió en los rankings de la división del peso pesado hasta disputar el título vacante Intercontinental de la Federación Internacional de Boxeo, ganando en doce asaltos a Kimmuel Odum. 
Poco después, el 5 de agosto de 1990 disputa el título pesado de la NABF ante Bert Cooper al que gana por decisión unánime en doce asaltos.
En su siguiente combate, en 1991, consiguió proclamarse campeón de mundo de la Organización Mundial de Boxeo (WBO) al derrotar al entonces imbatido Francesco Damiani en Atlantic City. Al final del año 1991, y como defensa de su título peleó ante Tommy Morrison, que estaba imbatido y había acabado varios combates en el primer asalto. La pelea era igualada cuando en el quinto asalto, Mercer noqueó brutalmente a Morrison ganando la pelea y defendiendo su título.
Poco después renunció a su título y peleó ante Larry Holmes, en 1992, ante el que perdió su primer combate por decisión unánime en doce asaltos. Poco después ganó a Mike Dixon y a Jerry Halstead pero volvió a caer por decisión unánime, en esta ocasión ante Jesse Ferguson, al que ganó en la revancha al final del año 1993. La derrota ante Ferguson privó a Mercer de luchar por el título mundial ante Riddick Bowe, y según alegaciones, Mercer trató de sobornar a Ferguson para que perdiese el combate. Una investigación del presunto soborno se mostró inconcluyente, aunque Ferguson declaró que Mercer le ofreció el soborno durante la lucha.
Después de este combate tuvo un empate ante Marion Wilson y fue derrotado por Evander Holyfield y por Lennox Lewis, ambos por decisión en diez asaltos.
Volvió para pelear al final del año 1996, ante Tim Witherspoon al que ganó en diez asaltos pero tuvo que estar un tiempo fuera de los cuadriláteros debido a problemas con la hepatitis B. 
Cuando volvió a pelear tuvo seis peleas que terminó todas ellas antes del quinto asalto, obteniendo así otra oportunidad por el título mundial. En esta ocasión fue ante Wladimir Klitschko, ante el que perdió por primera vez en su carrera antes del límite, en seis asaltos por nocaut técnico.
Sus siguientes combates en 2003 y 2004 fueron victorias rápidas hasta que volvió a perder ante Shannon Briggs por nocaut en el séptimo asalto. Su último combate fue el 26 de enero de 2008 ante Derric Rossy, con varios títulos en juego, el interino WBO NABO, el título vacante de la WBC Asiático y el Internacional de la WBF pero perdió por decisión unánime en doce asaltos.

## K-1
En el año 2004, buscando nuevas alternativas, Mercer viajó a Japón para desafiar al luchador Musashi en K-1, el 6 de junio de 2004. Mercer fue derribado en el primer asalto y terminó perdiendo por decisión unánime. 
El 19 de marzo de 2005, volvió a pelear en K-1, en esta ocasión ante el campeón del mundo, Remy Bonjasky, ante el que perdió por nocaut después de recibir una patada alta.

## Artes marciales mixtas
Después de algunos combates de boxeo fallidos (incluyendo un combate propuesto contra el antiguo campeón mundial Hasim Rahman), Mercer decidió pelear en las Artes marciales mixtas y contactó con Felix Martínez, cofundador del Cage Fury Fighting Championships. 
El 21 de marzo de 2007, el Cage Fury anunció que Mercer había firmado para luchar en la calle ante el famoso Kimbo Slice en Atlantic City, el 23 de junio de 2007 y como parte del Cage Fury Fighting Championship 5. El combate se disputó bajo las reglas del estado de Nueva Jersey sobre artes marciales mixtas y lo ganó Kimbo por sumisión.
El 14 de junio de 2009, venció a Tim Sylvia por nocaut a los 9 segundos del primer asalto (en una pelea que en un principio se pactó con reglas de boxeo), obteniendo un resultado inesperado debido a la gran diferencia de edad, tamaño y alcance entre ambos. Sylvia venía de enfrentarse a Fedor Emelianenko.

## Récord en el boxeo profesional
| Res.     | Récord | Rival              | Tipo | Ronda, tiempo | Fecha      | Localidad                                                         | Notas                                                                           |
| -------- | ------ | ------------------ | ---- | ------------- | ---------- | ----------------------------------------------------------------- | ------------------------------------------------------------------------------- |
| Victoria | 36–7–1 | Richel Hersisia    | MD   | 6             | 05-09-2008 | Nöjesfabriken, Karlstad, Suecia                                   |                                                                                 |
| Derrota  | 35–7–1 | Derric Rossy       | UD   | 12            | 26-01-2008 | Venetian Arena, Macau, SAR                                        | Por el vacante WBC–ABCO, WBF International, y WBO–NABO interino del peso pesado |
| Victoria | 35–6–1 | Mikael Lindblad    | KO   | 1, 1:50       | 15-09-2007 | Löfbergs Arena, Karlstad, Suecia                                  |                                                                                 |
| Derrota  | 34–6–1 | Shannon Briggs     | KO   | 7 (10), 0:41  | 26-08-2005 | Seminole Hard Rock Hotel and Casino, Hollywood, Florida, EE. UU.  |                                                                                 |
| Victoria | 34–5–1 | Darroll Wilson     | UD   | 10            | 24-06-2005 | Nikki Beach Concert Arena, Atlantic City, Nueva Jersey, EE. UU.   |                                                                                 |
| Victoria | 33–5–1 | Steve Pannell      | TKO  | 3 (10), 0:50  | 28-02-2004 | Seminole Casino, Coconut Creek, Florida, EE. UU.                  |                                                                                 |
| Victoria | 32–5–1 | Shawn Robinson     | TKO  | 3 (10), 1:49  | 11-11-2003 | Caesars, Elizabeth, Indiana, EE. UU.                              |                                                                                 |
| Victoria | 31–5–1 | Mario Cawley       | KO   | 3 (10), 1:08  | 23-08-2003 | Seminole Casino, Coconut Creek, Florida, EE. UU.                  |                                                                                 |
| Derrota  | 30–5–1 | Wladimir Klitschko | TKO  | 6 (12), 1:08  | 29-06-2002 | Etess Arena, Atlantic City, Nueva Jersey, EE. UU.                 | For WBO heavyweight title                                                       |
| Victoria | 30–4–1 | Troy Weida         | TKO  | 1 (10), 0:28  | 23-02-2002 | Bally's Park Place, Atlantic City, Nueva Jersey, EE. UU.          |                                                                                 |
| Victoria | 29–4–1 | Brian Scott        | KO   | 2 (10), 0:57  | 13-10-2001 | Parken Stadium, Copenhague, Dinamarca                             |                                                                                 |
| Victoria | 28–4–1 | Don Steele         | KO   | 5 (10), 3:00  | 17-03-2001 | Silver Star Hotel & Casino, Choctaw, Misisipi, EE. UU.            |                                                                                 |
| Victoria | 27–4–1 | Jeff Pegues        | TKO  | 2 (10), 2:59  | 11-02-2001 | Grand Victoria Casino, Elgin, Illinois, EE. UU.                   |                                                                                 |
| Victoria | 26–4–1 | Jimmy Haynes       | KO   | 1 (10), 0:43  | 18-12-1999 | Grand Casino, Tunica, Misisipi, EE. UU.                           |                                                                                 |
| Victoria | 25–4–1 | Leo Loiacono       | KO   | 2 (10), 0:46  | 21-02-1998 | Miccosukee Resort & Gaming, Miami, Florida, U.S.                  |                                                                                 |
| Victoria | 24–4–1 | Tim Witherspoon    | UD   | 10            | 14-12-1996 | Convention Hall, Atlantic City, Nueva Jersey, EE UU.              |                                                                                 |
| Derrota  | 23–4–1 | Lennox Lewis       | MD   | 10            | 10-05-1996 | Madison Square Garden, Nueva York, U.S.                           |                                                                                 |
| Derrota  | 23–3–1 | Evander Holyfield  | UD   | 10            | 20-05-1995 | Convention Hall, Atlantic City, Nueva Jersey, EE. UU.             |                                                                                 |
| Empate   | 23–2–1 | Marion Wilson      | SD   | 10            | 28-07-1994 | Convention Hall, Atlantic City, Nueva Jersey, EE. UU.             |                                                                                 |
| Victoria | 23–2   | Jesse Ferguson     | SD   | 10            | 19-11-1993 | Convention Hall, Atlantic City, Nueva Jersey, EE. UU.             |                                                                                 |
| Victoria | 22–2   | Mark Wills         | UD   | 10            | 06-10-1993 | Broadway by the Bay Theater, Atlantic City, Nueva Jersey, EE. UU. |                                                                                 |
| Victoria | 21–2   | Tony Willis        | TKO  | 1 (10), 2:11  | 12-08-1993 | Casino Magic, Bay St. Louis, Misisipi, EE. UU.                    |                                                                                 |
| Derrota  | 20–2   | Jesse Ferguson     | UD   | 10            | 06-02-1993 | Madison Square Garden, Nueva York, EE. UU.                        |                                                                                 |
| Victoria | 20–1   | Jerry Halstead     | RTD  | 3 (12), 0:01  | 10-12-1992 | Etess Arena, Atlantic City, Nueva Jersey, EE. UU.                 |                                                                                 |
| Victoria | 19–1   | Mike Dixon         | RTD  | 7 (10), 3:00  | 07-10-1992 | County Center, Augusta, Georgia, EE. UU.                          |                                                                                 |
| Derrota  | 18–1   | Larry Holmes       | UD   | 12            | 07-02-1992 | Convention Hall, Atlantic City, Nueva Jersey, EE. UU.             |                                                                                 |
| Victoria | 18–0   | Tommy Morrison     | TKO  | 5 (12), 0:28  | 18-10-1991 | Convention Hall, Atlantic City, Nueva Jersey, EE. UU.             | Retiene el título WBO del peso pesado                                           |
| Victoria | 17–0   | Francesco Damiani  | KO   | 9 (12), 2:47  | 11-01-1991 | Etess Arena, Atlantic City, Nueva Jersey, EE. UU.                 | Gana el título de la WBO del peso pesado                                        |
| Victoria | 16–0   | Bert Cooper        | UD   | 12            | 05-08-1990 | Convention Hall, Atlantic City, Nueva Jersey, EE. UU.             | Gana el título NABF del peso pesado                                             |
| Victoria | 15–0   | Lionel Washington  | TKO  | 4 (10), 1:59  | 31-05-1990 | Community War Memorial, Rochester (Nueva York), U.S.              |                                                                                 |
| Victoria | 14–0   | Kimmuel Odum       | UD   | 12            | 02-03-1990 | Hacienda, Paradise, Nevada, EE. UU.                               | Gana el título vacante IBF Intercontinental del peso pesado                     |
| Victoria | 13–0   | Wesley Watson      | TKO  | 5 (10), 0:44  | 15-01-1990 | Convention Hall, Atlantic City, Nueva Jersey, .EE. UU.            |                                                                                 |
| Victoria | 12–0   | Ossie Ocasio       | SD   | 8             | 07-12-1989 | The Mirage, Paradise, Nevada, EE. UU.                             |                                                                                 |
| Victoria | 11–0   | Jerry Jones        | UD   | 8             | 14-11-1989 | South Mountain Arena, West Orange, Nueva Jersey, EE. UU.          |                                                                                 |
| Victoria | 10–0   | Eddie Richardson   | TKO  | 1 (8), 2:16   | 17-10-1989 | State Fairgrounds, Phoenix, Arizona, EE. UU.                      |                                                                                 |
| Victoria | 9–0    | Arthel Lawhorne    | TKO  | 2 (10), 1:05  | 19-09-1989 | Veterans Memorial Arena, Jacksonville, Florida, U.S.              |                                                                                 |
| Victoria | 8–0    | Dino Homsey        | TKO  | 1 (8), 1:58   | 05-09-1989 | Harrah's Lake Tahoe, Stateline Nevada, EE. UU.                    |                                                                                 |
| Victoria | 7–0    | Tracy Thomas       | KO   | 1 (6), 2:09   | 15-08-1989 | South Mountain Arena, West Orange, Nueva Jersey, EE. UU.          |                                                                                 |
| Victoria | 6–0    | Al Evans           | TKO  | 1 (6), 2:55   | 15-07-1989 | Broadway by the Bay Theater, Atlantic City, Nueva Jersey, EE. UU. |                                                                                 |
| Victoria | 5–0    | Ken Crosby         | KO   | 1 (6), 2:45   | 12-06-1989 | Caesars Palace, Paradise, Nevada, EE. UU.                         |                                                                                 |
| Victoria | 4–0    | David Hopkins      | KO   | 1 (4), 1:07   | 16-05-1989 | Tyndall Armory, Indianápolis, Indiana, EE. UU.                    |                                                                                 |
| Victoria | 3–0    | Garing Lane        | UD   | 4             | 28-03-1989 | Showboat Hotel and Casino, Las Vegas, Nevada, EE. UU.             |                                                                                 |
| Victoria | 2–0    | Luis Walford       | KO   | 1             | 04-03-1989 | Civic Center, Bismarck, Dakota del Norte, U.S.                    |                                                                                 |
| Victoria | 1–0    | Jesse McGhee       | TKO  | 3 (4), 0:30   | 24-02-1989 | Convention Hall, Atlantic City, Nueva Jersey, EE. UU.             | Professional debut                                                              |